# Evolvulus hallierii
Evolvulus hallierii är en vindeväxtart som beskrevs av V. Ooststr. Evolvulus hallierii ingår i släktet Evolvulus och familjen vindeväxter. Inga underarter finns listade i Catalogue of Life.